# Wallfahrtskirche St. Johannes Baptist (Freudenberg)

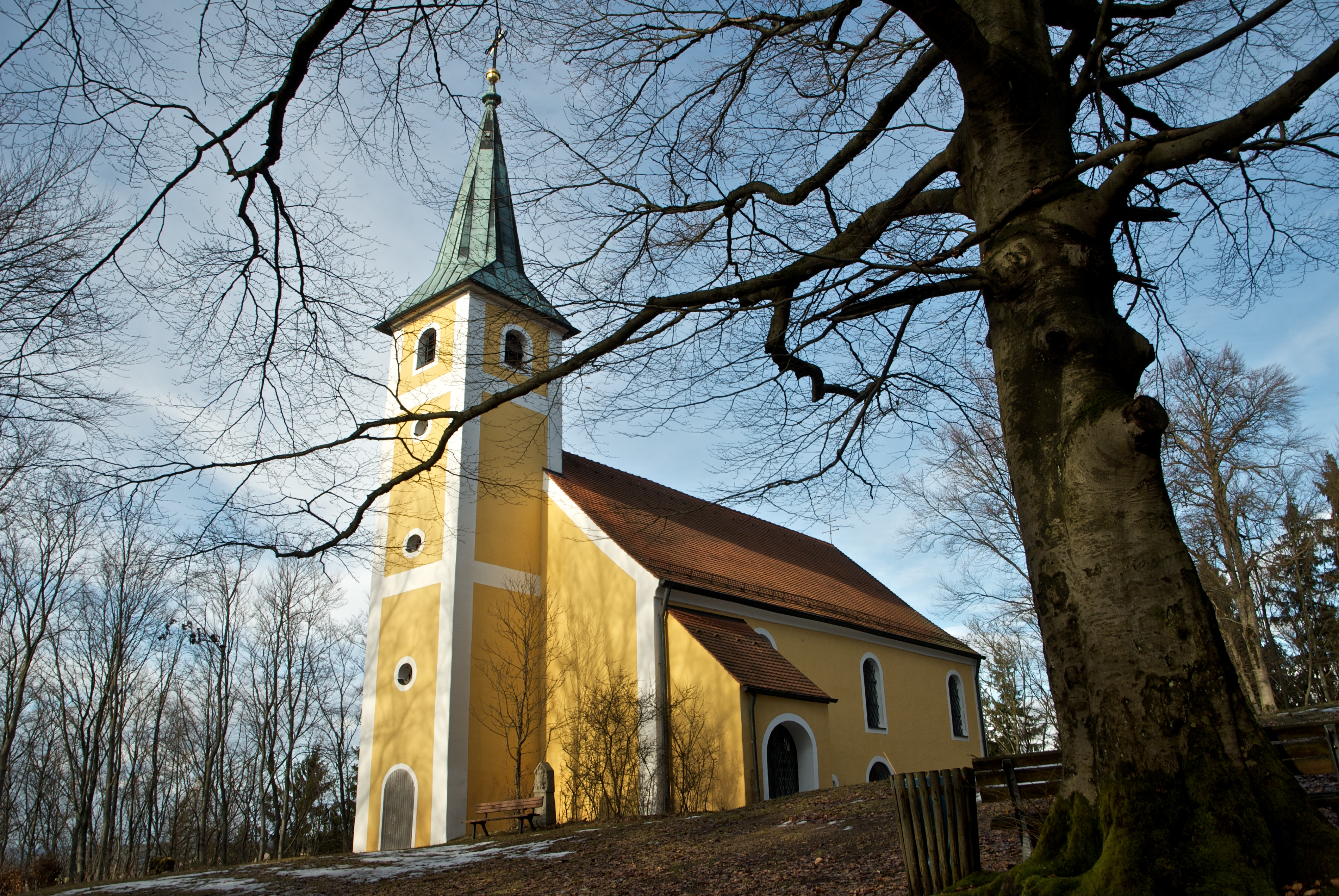
Wallfahrtskirche St. Johannes Baptist (Freudenberg)

Die römisch-katholische, denkmalgeschützte Wallfahrtskirche St. Johannes Baptist steht auf dem Johannesberg von Freudenberg, einer Gemeinde im Landkreis Amberg-Sulzbach der Oberpfalz. Die Kirche gehört zur Pfarreiengemeinschaft Johannisberg des Bistums Regensburg. Das Bauwerk ist unter der Denkmalnummer D-3-71-122-4 als Baudenkmal in die Bayerische Denkmalliste eingetragen.

## Beschreibung
Die Saalkirche wurde 1652 nach der Zerstörung des Vorgängerbaus errichtet. Sie besteht aus einem Langhaus, das mit einem Satteldach bedeckt ist, einem quadratischen Chor, der beidseitig von Sakristeien mit darüber liegenden Oratorien flankiert wird, einem Fassadenturm im Westen, der mit einem achtseitigen Knickhelm bedeckt ist, und einer Kapelle an der Südwestecke des Langhauses, die unter einem Pultdach sitzt. Das oberste Geschoss des Fassadenturms beherbergt den Glockenstuhl, in dem drei Kirchenglocken hängen. Der Innenraum des Langhauses ist mit einer Kassettendecke überspannt, der des Chors mit einem Stichkappengewölbe. Die Sakristeien sind mit Kreuzgratgewölben überspannt. Die Brüstungen der mit zweistöckigen Emporen ausgestatteten Langhauses sind mit Bildern aus den Leben von Johannes, der vier Evangelisten und der vier Kirchenlehrer versehen. Zur Kirchenausstattung gehören ein Hochaltar von 1712, Seitenaltäre von 1717 und die Kanzel, die 1672 aus der Amberger Maria-Hilf-Kirche bezogen wurde.